# کریسلام

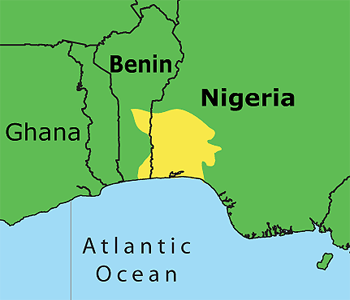
نقشۀ محل سکونت مردمان یوروبا، خانۀ جنبش کریسلام

کریسلام (به انگلیسی: Chrislam) به بیانی مسیحی از اسلام اشاره دارد که از مجموعه‌ای از اعمال مذهبی مسیحیت و اسلام در نیجریه و به طور مشخص، مجموعه‌ای از جنبش‌های مذهبی که در دهۀ ۱۹۷۰ در لاگوس در نیجریه که اعمال مذهبی مسیحیان و مسلمانان را ادغام کردند، سرچشمه می‌گیرد. این جنبش توسط مردم یوروبا در جنوب غربی نیجریه آغاز شد. کریسلام علیه درک متعارف مسیحیت و اسلام به عنوان دو دین مجزا و منحصربه‌فرد کار می‌کند و در جستجوی اشتراکات بین هر دو دین و ترویج اتحاد فراگیر این دو است. کریسلام همچنین فضای جغرافیایی مشخصی را اشغال می‌کند؛ نیجریه اغلب از نظر جغرافیایی و مذهبی قطبی شده است، منطقۀ شمال عمدتاً مسلمان‌نشین است و در جنوب کشور عمدتاً مسیحیان زندگی می‌کنند.
نیجریه از نظر مذهبی عمدتاً بین مسلمانان و مسیحیان تقسیم شده است. نیجریه با بیش از ۲۱۳ میلیون نفر جمعیت تا سال ۲۰۲۱ پرجمعیت‌ترین کشور آفریقا است. مسلمانان و مسیحیان هر کدام تقریباً نیمی از کل جمعیت را تشکیل می‌دهند. رویارویی مسلمانان و مسیحیان در نیجریه مدت‌هاست که زمینه‌ساز تنش‌های اجتماعی-فرهنگی در این کشور بوده است. اگرچه این امر زمینۀ سیاسی را برای درگیری‌های مذهبی و قومی ایجاد کرده است، اما مسلمانان و مسیحیان را نیز ملزم به همزیستی طولانی‌مدت در نیجریه کرده است. در حالی که مسلمانان و مسیحیان نیجریه دوره‌هایی از خشونت‌های فرقه‌ای و بین مذهبی را تجربه کرده‌اند، اما از طرف دیگر دوره‌های طولانی هماهنگی اجتماعی را نیز تجربه کرده‌اند.
آنتولوژی محدودی در مورد مطالعات کریسلام وجود دارد که عمدتاً به دلیل پیروان نسبتاً کم آن است که عمدتاً در لاگوس متمرکز شده‌اند. برخی از برجسته‌ترین یافته‌ها توسط متخصصان دکتر مارلوئز جانسون، بیرگیت مایر، مصطفا بلو و پروفسور کوری ال ویلیامز به دست آمده است. جانسون کریسلام را یک «برهم‌نشست» (assemblage) از اعمال مذهبی تعریف می‌کند و بیان می‌کند که مفهوم دینی نهفته در کریسلام این است که «مسلمان یا مسیحی بودن به‌تنهایی برای تضمین موفقیت در دنیا و آخرت کافی نیست». در نتیجه، کریسلام هر دو شیوه مسلمانان و مسیحی را با هم ترکیب می‌کند. کریسلام به عنوان یک پدیدۀ منحصر‌به‌فرد در نیجریه توصیف شده است که منعکس‌کنندۀ تقسیمات مذهبی این کشور و تاریخ درگیری‌های مذهبی بین گروه‌های مسلمان و مسیحی است.